# Кравецька башта
Кравецька башта — башта, складова частина східної фортифікації оборонних укріплень Кам'янця-Подільського. Пам'ятка архітектури національного значення, охоронний номер 727/3.

## Етимологія
Початкова назва башти Слюсарська. Така назва башти походила від гільдії ремісників, що займалась обслуговуванням та фінансувала утримання башти і була у вжитку до кінця XVIII ст.  Після публікації у 1952 списків пам'яток архітектури за баштою остаточно укріпилась назва Кравецька.

## Історія
Еволюція артилерії протягом XIV–XVII ст. призвела до того, що територію Старого міста можна було обстрілювати із східних схилів Смотрицького каньйону. З метою захисту міста була споруджена східна система фортифікацій, що складалась з трьох, сполучених між собою валами, башт.
Наприкінці XVII століття в башті було зруйновано перекриття даху. До кінця XIX століття башта була зруйнована. У 1962 році за проектом Євгенії Пламеницької законсервована.

## Опис
Башта прямокутна в плані, кам'яна. Зі сторони міста башта була двоярусна, зі сторони скель — трьох'ярусна. Руїни башти збереглись у висоті 12,5 метрів.

### Розташування
Башта розташована на скелястих схилах правого берега Смотрича, на 80 метрів північніше Різницької башти, та відноситься до системи східних міських укріплень. За допомогою системи валів башта з'єднувалась з Кушнірською та Різницькою баштами.